# Bygland
Bygland is een gemeente en dorp in het Setesdal in de Noorse provincie Agder. Bygland telde in januari 2017 1200 inwoners. De gemeente is gelegen ten zuiden van de gemeente Valle, ten noorden van Evje og Hornnes en Birkenes, ten westen van Fyresdal en Åmli en ten oosten van Åseral, Kvinesdal en Sirdal. 
Centraal in de gemeente ligt het meer  Byglandsfjorden en de rivier de Otra. Het administratieve centrum is het dorp Bygland. Andere plaatsen zijn Ose en Byglandsfjord. Verder zijn Grendi, Longerak, Lauvdal, Jordalsbø en Åraksbø kleinere kernen in de gemeente. Door Bygland loopt Riksvei 9, ook wel Setesdalsvegen genoemd, de doorgaande hoofdweg in het Setesdal.
Het laagste deel van de gemeente ligt 200 meter boven de zee, terwijl het grootste gedeelte op 700 meter hoogte ligt. De top van Røinelifjellet is het hoogste punt van de gemeente, op 1162 meter boven de zee. Bygland is de op een na grootste gemeente van Aust-Agder qua oppervlakte en van de totale oppervlakte is 750 ha landbouwareaal en 25.000 ha productiebossen.
Bezienswaardig zijn onder meer:
- Byglandsfjord station (Setesdalsbanen) uit 1896
- Bygland-museum (onderdeel van het Setesdalmuseum)
- SS Bjoren
- Reiårsfossen

Arendal · Birkenes · Bygland · Bykle · Evje og Hornnes · Farsund · Flekkefjord  · Froland · Gjerstad · Grimstad · Hægebostad · Iveland · Kristiansand · Kvinesdal · Lillesand · Lindesnes · Lyngdal · Risør · Sirdal · Tvedestrand · Valle · Vegårshei · Vennesla · Åmli · Åseral 

Fylker van Noorwegen